# Carl Skottsberg
Carl Johan Fredrik Skottsberg (Karlshamn, 1 de dezembro de 1880 – Gotemburgo, 14 de junho de 1963) foi um explorador e botânico sueco.